# Pseudipocragyes maculatus
Pseudipocragyes maculatus är en skalbaggsart som beskrevs av Maurice Pic 1923. Pseudipocragyes maculatus ingår i släktet Pseudipocragyes och familjen långhorningar.
Artens utbredningsområde är Laos. Inga underarter finns listade i Catalogue of Life.